# Korfbal Club Barcelona
El Korfbal Club Barcelona (KCB) és el primer club de korfbal de la ciutat de Barcelona.
Va ser fundat el 5 de juny de 2006 per un grup de jugadors de corfbol barcelonins, i va debutar a la Segona Divisió Nacional el 26 de novembre d'aquell mateix any. L'any 2007, durant la primera temporada des de la seva fundació, l'equip va assolir l'ascens a Primera Divisió Nacional (actual Lliga Nacional). Després d'arribar a un acord amb la Regidoria d'Esports de l'Ajuntament de Sant Cugat, de mà del regidor durant aquells anys Xavier Cortés, aquesta plaça la va ocupar amb el nom de Korfbal Club Sant Cugat. L'acord es va mantenir fins a la temporada 2010/11, i a partir de la temporada següent el KC Barcelona va tornar a disputar els partits de la Lliga Nacional amb el seu propi nom.
El club va mantenir afiliacions també amb l'AEE IES Secretari Coloma de Barcelona durant la temporada 2006-07, que permetia als seus jugadors infantils i cadets jugar a Segona Divisió, i amb l'AEE IES Palamós en el període 2009-2011. L'estiu del 2012 el club fitxà Albert Vidaña, ex-seleccionador català i membre de la IKF, com a entrenador del primer equip i coordinador de l'estructura tècnica. En la primera temporada, el club es proclama campió de Lliga Nacional i subcampió de Copa.
L'any 2016 es va proclamar campió de l'Europa Shield, la segona competició europea de clubs, en la seva tercera participació internacional a Europa després d'haver-la jugat també el 2015 i d'haver participat com a campió català a l'Europa Cup l'any 2014. L'any 2019 va guanyar el segon títol de lliga.
Els diferents equips del KCB participen com cada temporada a la Lliga Catalana de Korfbal, des de Lliga Nacional fins a la categoria aleví. Des del 2006, i durant tres temporades, el club va organitzar el Torneig de Nadal de corfbol durant les dates nadalenques, un torneig que va aplegar els millors clubs de la Lliga Catalana.

## Palmarès
- 2018-19: Campió de Lliga.[13]
- 2016-17: Subcampió de Lliga.
- 2015-16: Campió de l'Europa Shield.[12]
- 2013-14: Campió de la Copa Catalana de categories de promoció.[16]
- 2012-13: Campió de Lliga i subcampió de Copa Catalana.[11]
- 2011-12: Campió de Copa Júnior i subcampió de lliga de segona divisió.[17][18][19]
- 2008-09: Campió de Lliga de Segona Divisió.[20][21]

La temporada 2008/09 en proclamar-se campió de lliga de la segona divisió, es va convertir en el primer club de fora del Vallès en aconseguir un títol de la Lliga Nacional de Korfbal.